# Trương Tiến Đạt
Trương Tiến Đạt (8 tháng 12 năm 1933 – 19 tháng 7 năm 2020) là nhà báo, luật sư, thẩm phán và chính khách Việt Nam Cộng hòa, từng đắc cử chức Thượng nghị sĩ dưới thời Đệ Nhị Cộng hòa. Sau biến cố 30 tháng 4 năm 1975, ông rời quê hương tị nạn và định cư tại Mỹ, rồi về sau thành công trong nghề kinh doanh bất động sản ở tiểu bang California.

## Tiểu sử
Trương Tiến Đạt chào đời ngày 8 tháng 12 năm 1933 tại Thái Bình dưới thời Pháp thuộc.
Năm 1957, ông thi đậu lấy bằng luật của Khoa Luật Viện Đại học Sài Gòn. Từ năm 1960 đến năm 1961, ông ra làm Thẩm phán, Phó Kiểm sát viên Trị an Tòa Sơ thẩm Sài Gòn. Từ năm 1961 đến năm 1962 là Chánh án Tòa Lao động Biên Hòa. Từ năm 1962 đến năm 1966 là Chánh án Tòa Sơ thẩm Trị an Rộng quyền tỉnh Bình Dương và An Xuyên.
Từ năm 1966 đến năm 1967, ông đảm nhận chức vụ Tổng Thư ký Quốc hội Lập hiến.
Ngày 3 tháng 9 năm 1967, ông được bầu làm Thượng nghị sĩ nhiệm kỳ thứ nhất dưới thời Đệ Nhị Cộng hòa. Sau đó, lại làm tiếp Thượng nghị sĩ nhiệm kỳ thứ hai từ năm 1970 đến năm 1975. Trương Tiến Đạt từng chỉ trích gay gắt nạn tham nhũng trong nước, ông nói với tờ New York Times vào năm 1972 rằng tham nhũng đã trở thành "chính sách quốc gia". Năm 1974, ông dám đứng lên tố cáo sáu tướng lĩnh quân đội cao cấp trục lợi thông qua chiến tranh và kêu gọi Tổng thống Nguyễn Văn Thiệu cách chức họ.
Trước khi Sài Gòn thất thủ vào cuối tháng 4 năm 1975, ông kịp thời đưa gia đình mình đến nơi an toàn và trở về thành phố. Sau đó, với chiếc đồng hồ và cây bút mang theo bên mình, ông leo lên một chiếc thuyền đánh cá tiếp nhận người tị nạn, và được chuyển giao thành công cho một tàu chiến Mỹ rồi rời khỏi đất nước.
Ông qua đời vào ngày 19 tháng 7 năm 2020 tại một nhà dưỡng lão ở thị trấn Woodland, quận Yolo, bang California.

## Tác phẩm
- Bản dịch cuốn Giai cấp mới của Milovan Djilas (1958) [2]
- Hiến pháp chú thích (1967) [2]